# Дудрович Андрій Іванович
Дудрович Андрій Іванович (1782 Закарпаття — 6 червня 1830) — український філософ, педагог.

## Біографія
Народився у 1782 році на Закарпатті.
Навчався у Пештському університеті. Учень Йогана Шада і його наступник як професор філософії в Харківському Університеті (1818—1830), прихильник романтичної психології (школи Шеллінґа); кілька невеликих праць латинською та російською мовами.
У 1814 Дудрович захистив в Харківському університеті дисертацію на здобуття ступеня доктора філософії. У тому ж році був обраний ад'юнктом на кафедрі філософії. У 1819 р. Дудрович отримав звання ординарного професора.
У 1829—1830 роках був ректором Харківського університету.
Помер 6 червня 1830 року в Харкові.

## Родина
- Брат: Іван Іванович Дудрович (1782–1843) — виконувач обов'язків директора Рішел'євського ліцею, статський радник.